# غوتفريد لايبنتس
غوتفريد فيلهلم لايبنتس (بالألمانية: Gottfried Wilhelm Leibniz) (لايبزغ 1 يوليو (21 يونيو في نظام التقويم القديم)، 1646 - 14 نوفمبر 1716 في هانوفر). هو فيلسوف وعالم طبيعة وعالم رياضيات ودبلوماسي ومكتبي ومحام ألماني الجنسية.
يشغل لايبنتس موقعاً هاماً في تاريخ الرياضيات وتاريخ الفلسفة. أسس لايبنتس علم التفاضل والتكامل الرياضياتي بشكل مستقل عن إسحاق نيوتن، كما أن رموزه الرياضياتية ما زالت تستخدم بشكل شائع منذ أن تم نشرها والتعريف بها. قوانينه تلك كـ «قانون الاستمراية» و«قانون التجانس الفائق» كشفت بعد نظره ولم يتم العمل بها رياضياتيا حتى القرن العشرين. كما أنه كان أحد أكبر منتجي الآلات الحاسبة الميكانيكية، وبينما كان يعمل على إضافة عمليتي الضرب والقسمة لحسّابة باسكال، كان الأول في التعريف بآلة الحساب الدولابية الهوائية، كما أنه اخترع «عجلة لايبنتس» والتي استُخدمت في المتر الحسابي وهي أول آلة حاسبة تم صنعها وإنتاجها بشكل تجاري، كما أنه عدّل النظام الرقمي الثنائي وهو النظام الذي تقوم عليه الحواسب الرقمية. أما في ما يخص الفلسفة، فقد عُرف عن لايبنتس «تفاؤله» كاستنتاجه بأن هذا الكون هو أكمل خلق لله بحيث لا يمكن أن يوجد أكمل منه. كما أنه كان، بالإضافة إلى رينيه ديكارت وباروخ سبينوزا، أحد أعمدة الفلسفة العقلانية خلال القرن السابع عشر الميلادي. عمله الفلسفي مهد الطريق للمنطق الحديث والفلسفة التحليلية، ولكنه كان أيضا متعلقاً بإرث الفلسفة المدرسية القروسطية والتي يقوم الاستنتاج -أو الاستنباط- فيها من خلال استعمال العقل والعمل به على المبادئ الأولية والبديهيات وليس على الدليل التجريبي. قام لايبنتس بمساهمات كبيرة في علم الفيزياء والتقنية كما أنه تنبأ بأفكار ظهرت لاحقاً على أسطح الفلسفة، نظرية الاحتمال، البيولوجيا، الطب، علم الأرض، علم النفس، اللغويات، وعلم المعلومات. ألف في الفلسفة، السياسة، القانون، الأخلاق، اللاهوت، التاريخ، وفلسفة اللغة. هذه المساهمات العريضة كانت منشورة ومتوزعة ما بين دوريات وعشرات الآلاف من الرسائل والمخطوطات. كتب بلغات عدة أهمها اللاتينية، الفرنسية، والألمانية.
كان هذا الرجل آخر العلماء المكتملين، أي الذي جمع بين مختلف العلوم وتفوق فيها كلها، فقد كان هذا الألماني عالما في مجالات عدة مثل: الفلسفة، الرياضيات، العلوم الطبيعية، القانون، اللغويات، الكتب والمكتبات... ولم نجد من بعده في التاريخ مثل هذا النوع من العلماء الملمين بمختلف العلوم في آن واحد.
كان للايبنتس نظريات في علم الرياضيات والطبيعة تفوق[بحاجة لمصدر] بعضها على نظريات نيوتن الذي اتهم أحيانا بسرقة[بحاجة لمصدر] أعمال الألماني. كما أنه كان متبحرا في علوم الأديان، وإن لم يعرف إن كان فعلا بروتستانتي مثل أسرته أم كاثوليكي مثل أصدقائه. ومن جهة أخرى، وضع لايبنتس عدة قواعد أساسية في العلوم الفلسفية لا تزال مرجعا للمتخصصين[بحاجة لمصدر].

## سيرته الذاتية
ولد جوتفريد ليبنيز في 1 يوليو 1646، في نهاية حرب الثلاثين عاما، في لايبزيغ، بولاية سكسونيا.
كان والد ليبنيز أستاذاً للفلسفة الأخلاقية في جامعة ليبزيج، ورث الصبي فيما بعد مكتبة والده الشخصية. تم منحه حرية الوصول إليه من سن السابعة. في حين أن العمل المدرسي في ليبنيز كان محصوراً إلى حد كبير في دراسة شريعة صغيرة من السلطات، فإن مكتبة والده مكنته من دراسة مجموعة واسعة من الأعمال الفلسفية واللاهوتية المتقدمة - تلك التي لم يكن ليتمكن من قراءتها حتى سنوات دراسته الجامعية. مكتبة والده مكتوبة إلى حد كبير باللغة اللاتينية، أدى أيضا إلى إتقانه في اللغة اللاتينية، والذي حققه في سن 12 عاما.
توفي عام 1716 في هانوفر.

## في الفلسفة
يبدو تفكير ليبنيز الفلسفي مجزأ، لأن كتاباته الفلسفية تتكون بشكل رئيسي من العديد من القطع القصيرة: مقالات المجلات، والمخطوطات التي نشرت بعد وفاته بفترة طويلة، والعديد من الرسائل إلى العديد من المراسلين. وقد كتب أطروحتين فلسفيتين طويلتين فقط، نُشر منها فقط كتاب Théodicée عام 1710 في حياته.
يؤرخ لايبنتز في بدايته كفيلسوف في خطابه حول الميتافيزيقيا، الذي ألفه عام 1686 كتعليق على نزاع جار بين نيكولاس ماليبرانش وأنطوان أرنولد. أدى هذا إلى مراسلات واسعة وقيمة مع أرنولد؛  ولم ينشر الخطاب حتى القرن التاسع عشر. في عام 1695، قام ليبنيز بدخوله العام في الفلسفة الأوروبية مع مقال صحفي بعنوان «النظام الجديد لطبيعة وتوصيل المواد». بين 1695 و 1705، قام بتأليف مقالاته الجديدة عن التفاهم الإنساني، وهو تعليق مطول على مقالة جون لوك 1690 حول فهم الإنسان، ولكن عند معرفة وفاة لوك في 1704، فقد الرغبة في نشرها، بحيث لم يتم نشر المقالات الجديدة حتى عام 1765. يتكون (Monadologie)، الذي تألف في 1714 ونُشر بعد وفاته، من 90 قول مأثور.
التقى لايبنيز مع سبينوزا في عام 1676، وقرأ بعض كتاباته غير المنشورة، ومنذ ذلك الحين يشتبه في الاستيلاء على بعض أفكار سبينوزا. في حين كان لايبنتز معجبًا بعقل سبينوزا القوي، فقد كان مستاءًا من استنتاجات سبينوزا،  خاصةً عندما كانت هذه لا تتفق مع العقيدة المسيحية.
على عكس ديكارت وسبينوزا، كان ليبنيز لديه تعليم جامعي شامل في الفلسفة. تأثر بأستاذه في لايبزغ جاكوب توماسوس، الذي أشرف أيضا على أطروحته الجامعية في الفلسفة. كما قرأ ليبنيز بفارغ الصبر فرانسيسكو سواريز، وهو يهودي إسباني يحترم حتى في الجامعات اللوثرية. اهتم لايبنتز بعمق بالوسائل والنتائج الجديدة لكل من ديكارت وهويجنس ونيوتن وبويل، لكنه نظر إلى عمله من خلال عدسة ملطخة بالمفاهيم المدرسية. ومع ذلك؛ لا تزال الحالة هي أن أساليب ومخاوف ليبنيز غالبا ما تتنبأ بالمنطق، والفلسفة التحليلية واللغوية للقرن العشرين.

## في الرياضيات
يرتبط اسم لايبنتز بالتعبير «دالة رياضية»(1694)، التي كان يصف بها كل كمية مُتَعَلّقة ب منحنى، مثل ميل المنحنى أَو نقطة معينة على المنحنى.
يعتبر لايبنتز مع نيوتن أحد مؤسسي علم التفاضل والتكامل وبخاصة تطوير مفهوم التكامل وقاعدة الجداء، كما طور المفهوم الحديث لمبدأ حفظ الطاقة.

## في السياسة
كانت ألمانيا في هذا العصر تمثل قوة أوروبية لا يستهان بها، إنما كانت تعاني من صولات وجولات الجيوش الفرنسية عبر أراضيها... فمن جانبها كانت فرنسا تعيش أزهى عصور مجدها تحت حكم مستقر لأشهر ملوكها «لويس الرابع عشر». وفي عام 1672، تم إرسال لايبنيتز[بحاجة لمصدر] بصفته ديبلوماسي وعالم اشتهر رغم صغر سنه عبر القارة الأوروبية، للقاء الملك الفرنسي لمحاولة إقناعه بالعدول عن إرسال جيوشه لألمانيا. وقد مكث الرجل أربعة سنوات كاملة في فرنسا لمحاولة أداء هذه المهمة.
بدأ لايبنيتز محادثاته مع لويس الرابع عشر بإرسال وصيته الشهيرة للملك الفرنسي، فيقول في رسالته:
يجب على فرنسا الإعداد لغزو مصر، حيث أن موقعها الجغرافي متميز للسيطرة من خلاله على بحار العالم. إن مصر كانت في الماضي أم العلوم، وقد صارت الآن أرضا لمجتمع الخيانات المحمدية (المسلمين). إن حفر قناة بين البحرين، سيسمح لفرنسا من خلال الموقع الجغرافي لمصر تثبيت وسائل الاتصال بدول الشرق الثرية، وستربط التجارة بين الهند وفرنسا[بحاجة لمصدر].
ومع أن لويس الرابع عشر كانت له اهتمامات أخرى في ذلك الوقت، إلا أنه احتفظ بنصائح لايبنيتز في أرشيفه الديبلوماسي إلى أن يحين الوقت الملائم[بحاجة لمصدر]. وظل التطلع لاحتلال مصر قائما في الأذهان لسنوات طويلة حتى جاءت الثورة الفرنسية. وفي محاولة لتقوية موقف فرنسا من إنجلترا، تم إرسال حملة نابليون إلى مصر لتحقيق ما أوصى به لايبنيتز الألماني.

## كمحامي وأخلاقي
أهمل الباحثون الناطقون بالإنجليزية كتابات لايبنتس حول القانون والأخلاق والسياسة لفترة طويلة من الزمن، ولكنها أصبحت مؤخرًا موضع اهتمام.

لم يكن لايبنتس مدافعًا عن الملكية المطلقة -مثل هوبز- أو عن الاستبداد والبطش بأي شكل من الأشكال، لكنه لم يقلد الآراء السياسية والدستورية لمعاصره جون لوك. قدم لايبنتس آراء دعمت الليبرالية في أمريكا القرن الثامن عشر ولاحقًا في أماكن أخرى. اقتبس المقتطف التالي من رسالة لايبنتس إلى فيليب نجل البارون يوهان كريستيان فون بوينبورغ عام 1695. توضح الرسالة آراء لايبنتس السياسية بشكل كبير: 
بالنسبة إلى ... تعتبر سلطة الملوك والطاعة التي تدين بها شعوبهم لهم مسألة كبيرة. لطالما صرحت بصحة إقناع الأمراء بامتلاك الشعوب حق المقاومة، وإقناع الشعب -من ناحية أخرى- بطاعة الأمراء بشكل سلبي. أؤيد تمامًا رأي غروتيوس الذي يحث المرء على التحمل والطاعة إجمالًا؛ فالشرور التي تسببها الثورات أكبر بكثير من الشرور التي تشعلها. مع ذلك، أدرك احتمال تفريط بعض الأمراء برفاهية الشعب، ما قد يصل لدرجة تلغي الالتزام بالطاعة. يبقى ذلك نادر الحدوث، وعلى اللاهوتي الذي يصرح بالعنف تحت هذه الذريعة أن يحذر من الانغماس في ذلك؛ فالإفراط في العنف أخطر بكثير من العجز.
دعا لايبنتس في عام 1677 إلى تشكيل اتحاد أوروبي كونفدرالي يحكمه مجلس شورى أو شيوخ؛ على أن يمثل أعضاؤه دولًا بأكملها وأن يكونوا أحرارًا في التصويت. يعتبر البعض ذلك الرؤية الممهدة للاتحاد الأوروبي الحالي. اعتقد لايبنتس أن أوروبا ستتبنى ديانة موحدة، وأعاد التصريح بذلك في عام 1715.
دعا لايبنتس في الوقت نفسه إلى مشروع متعدد الأديان والثقافات لإنشاء نظام عدالة عالمي، وهذا تطلب منه منظور واسع متعدد التخصصات. جمع لايبنتس لتقديم هذا الاقتراح بين علم اللغة (خاصةً علم الحضارة الصينية) والفلسفة الأخلاقية والقانونية والإدارة والاقتصاد والسياسة.

### المسكونية
كرس لايبنتس جهودًا فكرية ودبلوماسية كبيرة لما يُطلق عليه الآن المسعى المسكوني. عمل لايبنتس في البداية على مصالحة الكنائس الرومانية الكاثوليكية واللوثرية، ثم الكنائس اللوثرية والإصلاحية. سار لايبنتس في هذا الصدد على خطى مناصريه الأوائل البارون فون بوينبورغ والدوق جون فريدريك الذين حاولوا توحيد الديانتين ورحبوا بالمساعي المشابهة بحرارة. كان البارون فون بوينبورغ والدوق جون فريديريك تابعين للكنيسة اللوثرية منذ الولادة، ولكنهما انتقلا للكنيسة الكاثوليكية لاحقًا (لم يتبع أبناء الدوق والدهم، ولهذا بقي بيت براونشفايغ لوثريًا). تواصل لايبنتس -لتحقيق مساعيه- مع الأسقف الفرنسي جاك بينين بوسويه، وشارك في بعض المناقشات اللاهوتية. اعتقد لايبنتس أن اتباع المنطق سيصلح الشرخ الناجم عن الإصلاح البروتستانتي.

## كعالم لغوي
كان لايبنتس -اللغوي الفقيه- طالب شغوف باللغات ومتابع متلهف لأي معلومة تتعلق بالمفردات والقواعد. اعتقد العلماء المسيحيين في عصره أن العبرية هي اللغة البدائية للجنس البشري، وهذا ما أنكره لايبنتس وفنده. كذلك الأمر، ادعى بعض العلماء السويديين أن اللغات الجرمانية منحدرة من أحد أشكال اللغة السويدية البدائية، ولكن لايبنتس ناهض هذا الادعاء ودحضه. حيٌرت أصول اللغات السلافية لايبنتس، وفتنته الصينية الكلاسيكية. كان لايبنتس أيضًا خبيرًا في اللغة السنسكريتية.
نشر لايبنتس الطبعة الأساسية (الطبعة الحديثة الأولى) من تاريخ هولشتاين في أواخر القرون الوسطى، وهو تأريخ زمني لاتيني لمقاطعة هولشتاين.

## الكتابات والنشر
استخدم لايبنتس في كتاباته ثلاث لغات بصورة رئيسية هي: اللاتينية المدرسية والفرنسية والألمانية. نشر خلال حياته العديد من الكتيبات والمقالات العلمية، لكنه لم ينشر سوى كتابين فلسفيين هما: الفن الاندماجي والثيوديسيا. نشر لايبنتس العديد من الكتيبات -دون اسم في معظم الأحيان- نيابةً عن بيت براونشفايغ- لونيبورغ، وأبرزها كتيب بعنوان «عن حق السيادة» الذي بحث في طبيعة السيادة. ظهر كتاب مهم بعنوان «مقالات جديدة حول إدراك الإنسان» بعد وفاة لايبنتس لأنه أوقف عملية نشره بعد وفاة جون لوك. أكمل بودمان في عام 1895 لائحة ضمت جميع مخطوطات ومراسلات لايبنتس، وحينها أصبح المدى الهائل لإرثه واضحًا؛ فقد ضمت اللائحة نحو 15000 رسالة إلى أكثر من 1000 مستلم بالإضافة إلى أكثر من 40000 عنصر آخر، وقد قارب عدد لا بأس به من الرسائل طول المقال. بقيت الكثير من مراسلاته -خاصةً الرسائل المؤرخة بعد عام 1700- غير منشورة، ولم تظهر الكثير من المنشورات إلا في العقود الأخيرة. يعتبر مقدار وتنوع واضطراب كتابات لايبنتس نتيجة متوقعة لحالة وصفها في أحد رسائله على النحو التالي:
لا أستطيع أن أخبرك كم أنا مشتت ومرتبك على نحو غير عادي. أحاول أن أجد أشياء مختلفة في الأرشيف. أنظر إلى الأوراق القديمة وأبحث عن وثائق غير منشورة كي ألقي بعض الضوء على تاريخ عائلة براونشفايغ. أتلقى وأجيب على عدد كبير من الرسائل. في الوقت نفسه، لدي الكثير من النتائج الرياضية والأفكار الفلسفية وغيرها من الابتكارات الأدبية التي لا ينبغي السماح لها بالتلاشي. تراني أقف في غالب الأحيان مكتوفًا لا أعرف من أين أبدأ.
نظمت الأجزاء المتبقية من الطبعة النقدية من كتابات لايبنتس على النحو التالي:
- السلسلة 1. المراسلات السياسية والتاريخية والعامة ضمن 25 مجلد في الأعوام 1666- 1706.
- السلسلة 2. المراسلات الفلسفية ضمن 3 مجلدات في الأعوام 1663- 1700.
- السلسلة 3. المراسلات الرياضية والعلمية والتقنية ضمن 8 مجلدات في الأعوام 1672– 1698.
- السلسلة 4. كتابات سياسية ضمن 7 مجلدات في الأعوام 1667- 1699.
- السلسلة 5. كتابات تاريخية ولغوية.
- السلسلة 6. كتابات فلسفية ضمن 7 مجلدات في الأعوام 1663– 1690، ومقالات جديدة حول إدراك الإنسان.
- السلسلة 7. كتابات رياضية ضمن 6 مجلدات في الأعوام 1672– 1676.
- السلسلة 8. الكتابات العلمية والطبية والتقنية ضمن مجلد واحد في الأعوام 1668–1676.

بدأت الفهرسة المنهجية لإرث لايبنتس في عام 1901، ولكنها تعرقلت بسبب مرور العالم بحربين عالميتين ثم عقود من الانقسام الألماني إلى دولتين مرورًا بالستار الحديدي للحرب الباردة بينهما، وهذا أدى إلى تشتيت العلماء وتلاشي أجزاء من إرثه الأدبي. كان على المشروع الطموح أن يتعامل مع كتابات بسبع لغات ضمن نحو 200,000 صفحة مكتوبة ومطبوعة. أعيد تنظيم المشروع في عام 1985 ليدرج ضمن برنامج مشترك بين الأكاديميات الفيدرالية والحكومية الألمانية. نشرت فروع بوتسدام ومونستر وهانوفر وبرلين بشكل مشترك 57 مجلد من الطبعات النقدي بمتوسط 870 صفحة مع إعدادهم قائمة وفهرس بذلك.

## وصلات خارجية
- غوتفريد لايبنتس في شجرة علماء الرياضيات
- مؤلفات Gottfried Leibniz في مشروع غوتنبرغ
- غوتفريد لايبنتس على مشروع الدليل المفتوح
- غوتفريد لايبنتس على موقع الموسوعة البريطانية (الإنجليزية)
- غوتفريد لايبنتس على موقع ميوزك برينز (الإنجليزية)
- غوتفريد لايبنتس على موقع إن إن دي بي (الإنجليزية)
- غوتفريد لايبنتس على موقع ديسكوغز (الإنجليزية)